# Endonura
Genre
Endonura est un genre de collemboles de la famille des Neanuridae.

## Distribution
Les espèces de ce genre se rencontrent en zone holarctique.

## Liste des espèces
Selon Checklist of the Collembola of the World (version du 11 octobre 2019) :
- Endonura aibgai Smolis & Kuznetsova, 2017
- Endonura alavensis Pozo & Simón, 1981
- Endonura alticola (Stach, 1951)
- Endonura arbasensis Deharveng, 1979
- Endonura asiatica Smolis, Deharveng & Kaprus, 2011
- Endonura baculifer Deharveng, 1979
- Endonura caeca (Gisin, 1963)
- Endonura cantabrica Deharveng, 1979
- Endonura carpatica Smolis, 2006
- Endonura centaurea (Cassagnau & Peja, 1979)
- Endonura ceratolabralis Smolis, Kahrarian, Piwnik & Skarzynski, 2016
- Endonura colorata (da Gama, 1964)
- Endonura corsica (Denis, 1948)
- Endonura cretensis (Ellis, 1976)
- Endonura cryptopyga Smolis & Kuznetsova, 2017
- Endonura dalensi (Deharveng, 1979)
- Endonura deharvengi (Cassagnau & Peja, 1979)
- Endonura dentifera Smolis, Skarzynski, Pomorski & Kaprus, 2007
- Endonura dichaeta Smolis, Kahrarian, Piwnik & Skarzynski, 2016
- Endonura diminutichaeta Smolis & Kuznetsova, 2017
- Endonura dobrolyubovae Smolis & Kuznetsova, 2017
- Endonura dudichi (Loksa, 1967)
- Endonura gladiirostra Smolis & Kaprus, 2003
- Endonura gladiolifer (Cassagnau, 1954)
- Endonura gracilirostris Smolis, Skarzynski, Pomorski & Kaprus, 2007
- Endonura granulata (Cassagnau & Delamare Deboutteville, 1955)
- Endonura ichnusae Dallai, 1984
- Endonura immaculata Deharveng, 1980
- Endonura incolorata (Stach, 1951)
- Endonura kremenitsai Smolis & Kuznetsova, 2017
- Endonura levantica Smolis, Deharveng & Kaprus, 2011
- Endonura longirostris Smolis, Shayanmehr, Kuznetsova & Lafooraki, 2017
- Endonura ludovicae (Denis, 1948)
- Endonura lusatica (Dunger, 1966)
- Endonura occidentalis Deharveng, 1979
- Endonura ossetica Smolis & Kuznetsova, 2017
- Endonura paracantabrica Smolis & Kuznetsova, 2017
- Endonura paracentaurea Smolis, Shayanmehr, Kuznetsova & Lafooraki, 2017
- Endonura pejai Deharveng, 1980
- Endonura persica Smolis, Kahrarian, Piwnik & Skarzynski, 2016
- Endonura poinsotae Deharveng, 1980
- Endonura quadriseta (Cassagnau & Peja, 1979)
- Endonura reticulata (Axelson, 1905)
- Endonura saleri Fanciulli & Dallai, 2008
- Endonura tartaginensis (Deharveng, 1980)
- Endonura tatricola (Stach, 1951)
- Endonura taurica (Stach, 1951)
- Endonura tetrophthalma (Stach, 1930)
- Endonura transcaucasica (Stach, 1951)
- Endonura turkmenica Smolis, Shayanmehr, Kuznetsova & Lafooraki, 2017
- Endonura tyrrhenica Dallai, 1984
- Endonura urotuberculata Pomorski & Skarzynski, 1999

## Publication originale
- Cassagnau, 1979 : Les collemboles Neanuridae des pays dinaro-balkaniques: leur intérêt phylogénétique et biogéographique. Biologia Gallo-Hellenica, vol. 8, p. 185-203.